# Schlacht an der Sambre (1914)
Die Schlacht an der Sambre vom 21. bis 23. August 1914 war eine der sogenannten Grenzschlachten an der Westfront zu Beginn des Ersten Weltkrieges. Die mit grausamen Kriegsverbrechen in Verbindung stehende Schlacht wurde von den Deutschen als Schlacht bei Namur, von den Franzosen auch als Schlacht von Charleroi bezeichnet. Der französische Generalstabschef Joffre versuchte den deutschen Vormarsch durch das neutrale Belgien aufzuhalten und befahl zum Schutze Nordfrankreichs einen Gegenangriff. Die französische 5. Armee sollte nach Norden zur Sambre vorgehen und den Vormarsch der deutschen 2. Armee aufhalten. Am 21. August rang die deutsche 2. Armee beim Durchmarsch von Charleroi mit belgischen Insurgenten und führte mit der Vorhut einen Angriff über die Sambre nach Süden durch. Die Deutschen konnten zwei Brückenköpfe über den Fluss erkämpfen, weil den gegenüberliegenden Franzosen ausreichende Artillerie fehlte. Am 22. August griff dann die deutsche 2. Armee mit drei Korps auf breiter Front gegen die französische 5. Armee an, am Abend des 23. August brachen die Franzosen den Kampf ab und traten den Rückzug nach Süden an.

## Ausgangssituation
Am 17. August hatte der Chef des deutschen Generalstabes Helmuth Johannes Ludwig von Moltke die deutsche 1. Armee dem AOK 2 unter Generaloberst von Bülow taktisch unterstellt. Nachdem die Masse der Belgier über die Gete abgedrängt war, erwarteten die Deutschen beim Übertreten der französischen Grenze starke Gegenangriffe französischer Truppen. Generaloberst von Kluck, Oberbefehlshaber der 1. Armee, agierte bei seinem Vormarsch über Brüssel als äußerster rechter Flügel der deutschen Gesamtfront. Das Britische Expeditionskorps unter General French hatte seinen Aufmarsch im Raum Maubeuge–Valenciennes mit vorerst zwei Korps fast abgeschlossen.

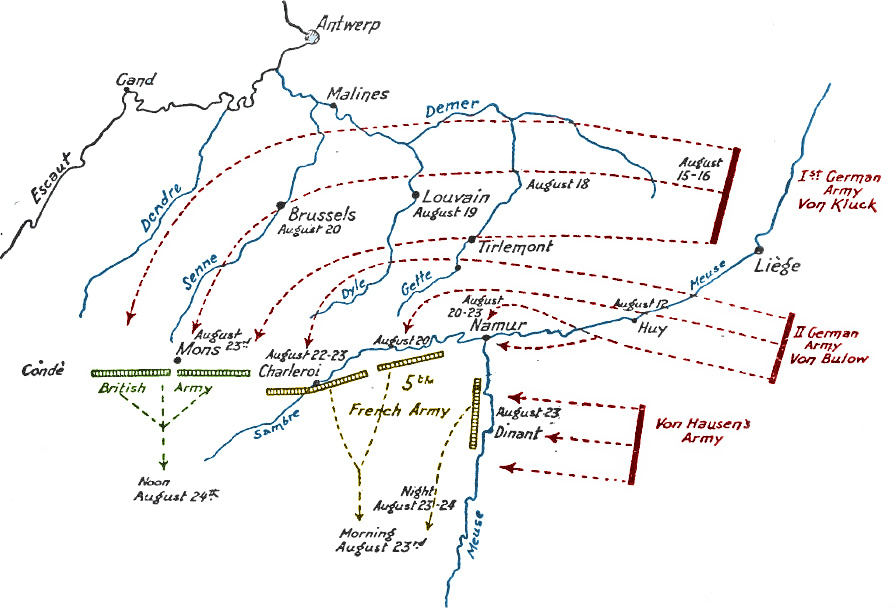
Vormarschrouten der deutschen 1., 2. und 3. Armee durch Belgien

Am 20. August war die französische 5. Armee unter General Lanrezac im Vormarsch auf die Sambre und hatte sich bis zum Abend mit dem X. Korps (General Defforges) in Richtung auf Fosses und mit dem III. Korps (General Sauret) auf Gerpinnes vorgeschoben. Die Vorhut hielt westlich Charleroi die Sambre-Übergänge bei Ham-sur-Heure bis Marchienne-au-Pont besetzt. Weiter östlich schloss die 1. Infanterie-Division an, die mit ihrer linken Gruppe die Sambrebrücken von Namur bis Franière deckte, während die Masse des I. Korps unter General Franchet d’Espèrey zwischen Namur und Givet das westliche Maas-Ufer gegen den Anmarsch der deutschen 3. Armee (General von Hausen) deckte. Die vier Korps der 5. Armee waren aufgrund der Zuteilung zweier algerischer und zweier Reservedivisionen zahlenmäßig stärker als ein deutsches Armeekorps. Zum Beispiel bestand das französische I. Korps jetzt aus 3 Divisionen mit 15 Regimentern und verfügte damit über fast doppelt so viele Truppen wie das deutsche X. Armee-Korps mit seinen acht Regimentern.
Das französische Kavalleriekorps Sordet war am 18. August bei Gembloux auf eine deutsche Vorhut gestoßen und war über Fleurus und hinter den Kanal Charleroi-Brüssel zurückgegangen, am 20. August sicherte Sordet die Sambreübergänge bei Gosselies und Seneffe. Die Truppenstärke der anrückenden Deutschen (1. und 2. Armee) wurde mit neun Korps festgestellt, denen Lanrezac zusammen mit den Engländern nur sieben Korps entgegenstellen konnte. General French entschloss sich am folgenden Tag in nordöstlicher Richtung auf Mons vorzurücken, um einer Überflügelung durch deutsche Truppen zuvorzukommen. Von den im Raum Valenciennes aufmarschierenden Briten wusste Lanrezac, dass diese frühestens am Morgen des 23. August an der Linie Binche–Mons–Condé in die Kämpfe eingreifen konnten. Daher entschloss er sich, den deutschen Vormarsch bis dahin zu verzögern und die Maas am nächsten Tag zu überschreiten, während sich die Masse seiner Armee am Südufer auf eine Abwehrschlacht vorbereiten sollte. Das französische III. (5., 6. und 38. Division) und das X. Korps (19., 20. und 37. Division) trugen vorerst die Hauptlast der Kämpfe. Das XVIII. Korps unter General Mas-Latrie mit der 35. und 36. Division war bereits auf den linken Armeeflügel im Anmarsch. Es wurde bei Hirson ausgeladen und war auf Thuin und Beaumont vorgegangen. Von der 4. Reserve-Gruppe unter General Valabrègue waren die 53. und 69. Reserve-Division bei Hirson bereitgestellt, die 51. Reserve-Division hatte Rocroi erreicht und sollte das bei Dinant an der Maas stehende I. Korps verstärken.

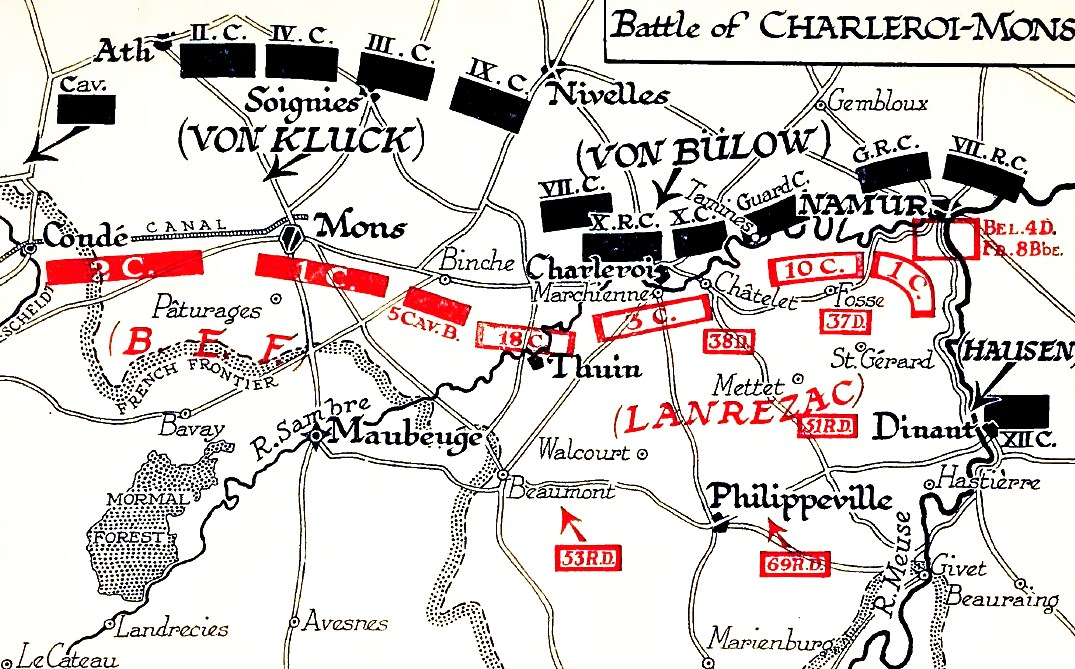
Lage am 20. August

General Lanrezac wollte im Verein mit den Engländern die nördlich der Maas vorgehenden deutschen Kräfte angreifen, zuvor aber alle Teile seiner Armee vereinigen, um dann die Sambre zwischen Namur und Thuin zu überschreiten. Der schnelle Vormarsch der deutschen 2. Armee vereitelte diesen Plan. Die Voraustruppen der 2. Armee hatten bereits die Gegend nördlich Namur erreicht; sie konnten, um die Festung herum schwenkend, schnell vor der Sambre-Linie erscheinen. Aus den deutschen Bewegungen urteilend, glaubte Lanrezac deutlich die Absicht eines von Norden gegen den linken Flügel gerichteten, umfassenden Angriffes erkennen zu können. In der Festung Namur ließ sich die belgische 4. Division unter General Michel durch Teile des deutschen Garde-Reserve-Korps (General von Gallwitz) und des XI. Armee-Korps (General von Plüskow) einschließen. General von Gallwitz befahl am nächsten Tag die Beschießung der Festung Namur.

## 21. August

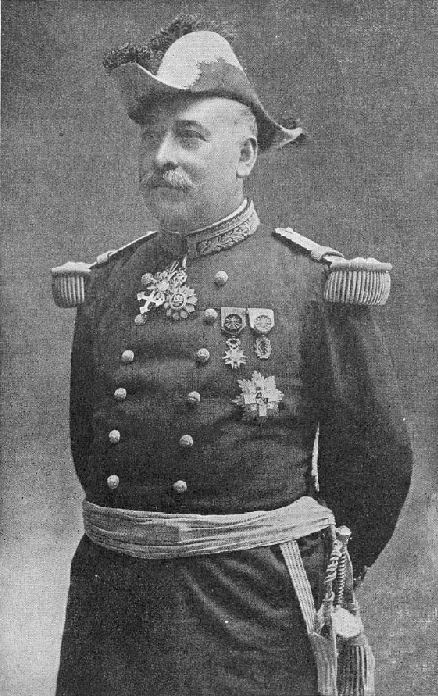
Général Charles Lanrezac

Am 21. August gegen 8 Uhr morgens gab Lanrezac den Befehl, die Masse des X. und III. Korps auf die Höhen südlich der Sambre vorzuziehen, das I. Korps hatte im Raum Namur bis zur Ablösung an der Maas stehenzubleiben. Zwei herankommende Reserve-Divisionen sollten am linken Flügel vor dem dahinter aufmarschierenden XVIII. Korps sichern. Es war nicht gestattet, in das unübersichtliche Terrain des Sambre-Tals hinabzusteigen; nur schwache Vorposten sollten dort versuchen, die deutschen Vorhuten zu stoppen. Gegenüber Charleroi hatten Sicherungen der französischen 5. und 6. Infanterie-Division Stellung bezogen.
Gegen 5 Uhr früh überquerten Truppen des deutschen Gardekorps unter General von Plettenberg die Sambre bei Tamines und bildeten Brückenköpfe. Das X. Reserve-Korps unter General von Kirchbach war über Gosselies mit der 19. Reserve-Division unter General von Bahrfeldt im Anmarsch auf Charleroi. Die rechts eingesetzte 2. Garde-Reserve-Division war im Vorgehen über Roux auf Marchienne-au-Pont. Die Vorposten des französischen III. Korps wurden über die Sambre ebenfalls zum Rückzug auf Aiseau gezwungen. Weiter östlich erreichte das X. Armee-Korps unter General von Emmich die Sambre bei Pont de Loup und Tamines. Die 19. Division (General Hofmann) erreichte Farciennes, die 20. Division Tamines. Weiter östlich erzwangen Gardetruppen den Sambreübergang bei Auvelais. Deutsche Truppen verteilten sich in den Straßen von Tamines und drangen in die Häuser ein, es kam zu schweren Häuserkämpfen mit der Bevölkerung und zu Plünderungen. Am gegenüberliegenden Sambreufer hatte die französische 19. Infanterie-Division unter General Bonnier Stellung bezogen. Das Gardekorps hatte den Fluss zwischen Auvelais und Jemeppe forciert. Die Deutschen drängten die Sicherungen des französischen X. Korps auf die Höhen von Arsimont und Auvelais zurück.

## 22. August
Die deutsche 1. Armee hatte im Westen die Linie Silly-Soignies-Mignault erreicht, die Masse der Armee war im Vorgehen auf Condé, das Kavalleriekorps Marwitz deckte den Flügel gegen Ath ab. Am linken Flügel Klucks war das deutsche IX. Armee-Korps (General von Quast) im Vormarsch auf die Festung Maubeuge und hielt die Verbindung zur 2. Armee aufrecht.
Die französische 5. Armee stand am Vormittag südlich der Sambre, mit dem X. Korps bei Fosse, dem III. Korps südlich von Charleroi und bei Châtelet. Das französische XVIII. Korps erreichte mittags Thuin, die 69. Reserve-Division folgte hinter dem linken Flügel nach. Bei Givet traf die 51. Reserve-Division ein und übernahm südlich des Ortes die Sicherung des Maasüberganges gegenüber der im Anmarsch befindlichen deutschen 3. Armee. Im Osten sicherte das französische I. Korps die Maaslinie zwischen Givet und der Festung Namur, die herankommende 4. Reserve-Gruppe sicherte davor das südliche Maasufer. Am äußeren rechten Flügel bei Dinant wurde die isoliert stehende französische 2. Division unter General Deligny durch die 53. Reserve-Division unter General Boutegourd verstärkt.

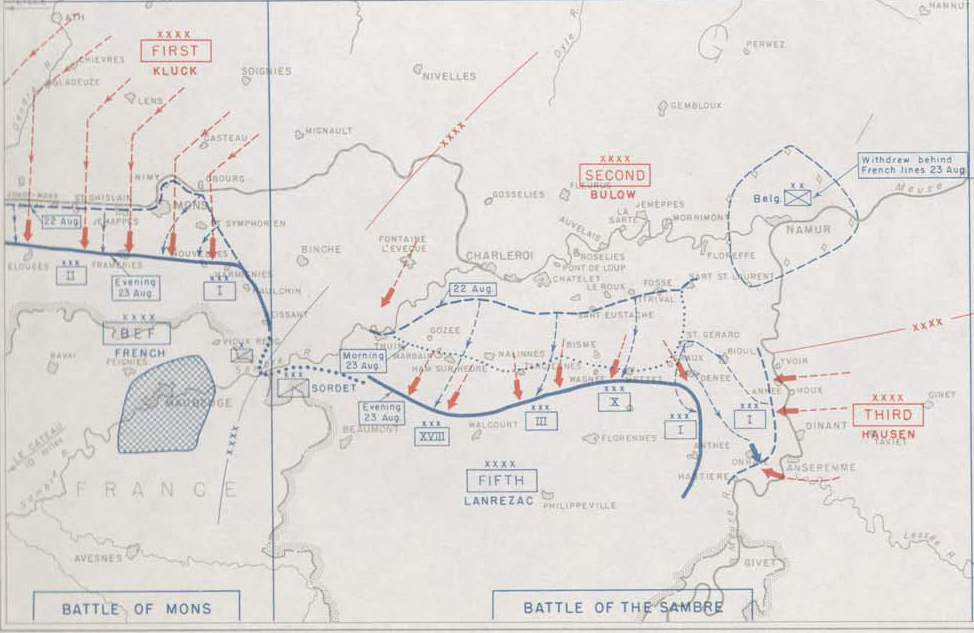
Situationskarte der Kämpfe

Generaloberst von Bülow stand am Vormittag des 22. August mit dem Stab des AOK 2 auf den Höhen bei Fleurus, um einen Eindruck von dem zu überwindenden Sambre-Abschnitt zu gewinnen. Das deutsche VII. Armeekorps hatte am rechten Flügel Nivelles erreicht, dahinter folgte das VII. Reserve-Korps nach. Die 19. Division rückte über Wainage zur Sambre vor und erkämpfte einen Brückenkopf bei Châtelet. Die 14. Reserve-Division bildete die Armee-Reserve und stand dahinter bei Gembloux. Das deutsche X. Armee-Korps (19. und 20. Division) lag seit dem frühen Morgen im Raum östlich von Charleroi in schwerem Kampf mit den Franzosen um den Sambre-Übergang bei Pont de Loup. Die 2. Garde-Division unter General von Winckler traf bei Auverlais, etwas weiter nördlich die 1. Garde-Division unter General von Hutier bei Mazy auf die Franzosen. Der Vormarsch der 19. Reserve-Division (General von Bahrfeldt) war in den durch die Einwohner planmäßig zur Verteidigung eingerichteten Vororten von Charleroi ins Stocken geraten. Beim Durchschreiten des Ostteiles von Monceau-sur Sambre wurde die deutsche Vorhut heftig von den Einwohnern beschossen, es folgten erbitterte Straßen- und Häuserkämpfe, vergeblich versuchten die Deutschen die Sambre-Brücke in die Hände zu bekommen. Monceau wurde darauf westlich von der 2. Garde-Reserve-Division umgangen und die Sambrebrücke östlich von Ham forciert.
Als rechter Flügel der 2. Armee drang das VII. Armee-Korps mit der 13. (Generalleutnant von dem Borne) und 14. Division (Generalleutnant Fleck) über Seneffe nach Süden vor. Das Korps griff mit der 14. Division beim Vorort St. Pierre nach Süden an und drängte die Franzosen über Binche auf La Buissiere, mit der 13. Division von Anderlues auf Thuin zurück. Das französische III. Korps räumte ihren nördlichen Brückenkopf bei Marchienne. Die 20. Division erlitt dabei beim Vorgehen auf Aiseau und Les Bruyeres schwere Verluste. Das Vorgehen der 19. Division unter General Hoffmann erfolgte über Wainage zur Sambre und verstärkte den Brückenkopf bei Châtelet. Die 1. Garde-Division brach auf Mettet, die 2. Garde-Division auf Biesme durch. Nach der Erstürmung von Charleroi gewann das X. Armee-Korps das Südufer bei Gerpinnes. Am Abend kämpfte die Masse der deutschen 2. Armee auf die Linie Merbes-le Chateau-Thuin-St. Gerard.

## 23. August
Am 23. August um 7 Uhr morgens begann der Kampf von neuem: beide Flügel der französischen 5. Armee waren bereits durch Umfassung bedroht. General Lanrezac begab sich am Tagesbeginn von Philippeville nach vorn, sein Hauptquartier wurde nach Chimay verlegt. Das französische XVIII. Korps hielt erfolgreich seine Stellung zwischen Ham-sur-Heure und Thuin. Gegen Mittag entbrannte an der Linie Ham–Thuin der Kampf. Um den Ort Gozée wurde heftig gerungen; alle deutschen Angriffe wurden hier zurückgeschlagen. Das französische I. Korps hielt sich währenddessen hartnäckig in der Gegend von Saint-Gérard. Der aus drei Richtungen angesetzte Kanonendonner des deutschen X. Armeekorps ließ bei den Franzosen den Eindruck der geplanten Umfassung deutlich erkennen. General Defforges zog darauf sein X. Korps langsam auf die Linie Graux–Mettet–Wagnée zurück.
Am linken Flügel des französischen III. Korps wurden die Sicherungen des Generals Hache gegen Mittag bei Lobbes und Fontaine-Valmont zurückgedrängt; die Brücke bei Lobbes ging an das deutsche VII. Armeekorps verloren. Um eine sich bildende Frontlücke zu schließen, erhielt das französische Kavalleriekorps unter General Sordet Befehl, die Sambre-Übergänge zwischen dem linken Flügel des XVIII. Korps und Maubeuge zu besetzen. General Valabrègue, Führer der 4. Reserve-Gruppe, setzte seine Verbände auf Cousolre in Marsch, um dort das Kavalleriekorps abzulösen; beide Reserve-Divisionen kamen wegen des Rückzugsbefehls aber nicht mehr zum Eingreifen. Sordets Kavalleriekorps hatte am Abend noch Anweisung, möglichst umgehend die Verbindung zum linken Flügel der Engländer zu suchen, und bezog westlich Maubeuge Biwaks bei Vieux-Mesnil.
Gegen 19 Uhr abends zog das französische XVIII. Korps seinen rechten Flügel unter Räumung der hart umkämpften Dörfer Gozée und Marbaix auf die Linie Thuillies–Thuin zurück. General Lanrezac erhielt abends in Chimay von der im Osten an der Maaslinie ringenden 4. Armee die Nachricht, dass diese mit ihren linken Flügel in der Richtung auf Mézières zurückgehen müsse. Gegen 21 Uhr abends befahl Lanrezac seiner Armee den Abbruch der Kämpfe, das Loslösen seiner Vorhuten und den Abmarsch der Masse auf die Linie Givet–Philippeville–Beaumont–Maubeuge.
Die Beschießung gegen die Festung Namur dehnte sich an diesem Tag auf die ganze Nordfront aus; mittags drangen die deutsche Truppen in das Fort Cognelée ein. Am Abend fasste der belgische Festungskommandeur von Namur den Entschluss, mit seinen Feldtruppen über den einzigen noch freien Weg nach Mariembourg in südwestlicher Richtung auszubrechen.
Mit dem Generalleutnant Friedrich von Sachsen-Meiningen, Kommandeur der 39. Reserve-Infanterie-Brigade, der an diesem Tag von Granatsplittern tödlich verwundet in der Nähe von Nalinnes, südlich Charleroi fiel, hatte die preußische Armee den ersten gefallenen General dieses Krieges zu beklagen. 

## Nach der Schlacht

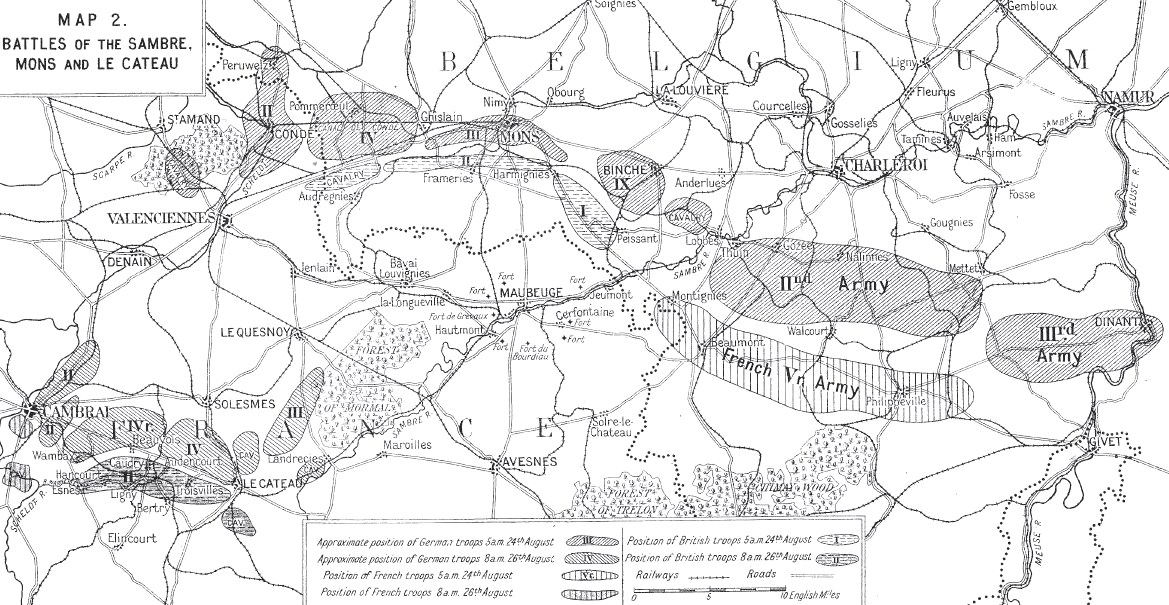
Lage nach der Schlacht am 24. August

Am 24. August war die französische 5. Armee im Rückzug von Chimay–Regniowez auf die Linie La Capelle–Hirson–Charleville. Vergeblich hatten die Briten in der Schlacht bei Mons am 23. und 24. August versucht, die deutsche 1. Armee auf gleicher Fronthöhe ebenfalls zum Stehen zu bringen. In den frühen Morgenstunden des 24. August wurde es im Hauptquartier der Briten zur Gewissheit, dass der rechts anschließende Flügel der französischen 5. Armee abbaute und auf Maubeuge zurückging. Während die Festung Maubeuge vom französischen General Fournier zur Verteidigung vorbereitet wurde, fielen an diesem Tage am anderen Flügel fast alle Forts der Festung Namur in deutsche Hände.
Die ebenfalls geschlagene französische 4. Armee war im Rückzug auf die Ardennen. Die französischen Truppen hatten den Rückzug mit Disziplin, ungebrochenem Kampfgeist und in bester Ordnung durchgeführt. Die deutsche 2. Armee hatte einen taktischen Sieg errungen, besetzte jetzt Charleroi vollständig und nahm die Verfolgung auf. Während sich die Franzosen weiter auf Guise und Saint-Quentin zurückzogen, erreichte das VII. Armee-Korps das nördliche Vorfeld von Maubeuge und begann am 28. August mit der Belagerung der Festung. In Folge kam es zu den Schlachten bei Le Cateau und St. Quentin.